# کوجابی (شاوشات)
کوجابی (به ترکی استانبولی: Kocabey) یک منطقهٔ مسکونی در ترکیه است که در شاوشات واقع شده‌است. کوجابی ۳۸۳ نفر جمعیت دارد.